# Liste des communes du Schleswig-Holstein
Cet article recense les communes du Schleswig-Holstein, en Allemagne.

## Statistiques
Au 1er janvier 2009, le Land de Schleswig-Holstein comprend 1 116 communes (Gemeinden en allemand) ou villes (Städte). Elles se répartissent de la sorte :
- 63 villes, dont :
  - 4 villes-arrondissements (kreisfreie Städte) ;
  - 44 villes en dehors d'un Amt (amtsfreie Städte), l'Amt étant une sorte de confédération de communes) ;
  - 3 villes en dehors d'un Amt, mais qui font partie d'un regroupement communal (Friedrichstadt avec l'Amt de Mer du Nord-Treene, Glücksburg (Ostsee) avec Flensbourg, Wilster avec l'Amt de Wilstermarsch) ;
  - 12 villes appartenant à un Amt (amtsangehörige Städte) ;
- 1 053 communes (Gemeinden), dont :
  - 22 communes en dehors d'un Amt (amtsfreie Gemeinden) ;
  - 7 communes en dehors d'un Amt qui font néanmoins partie d'un regroupement communal (Süsel avec Eutin, Dahme, Grube et Kellenhusen (Ostsee) avec Grömitz, Ellerau avec Norderstedt, Reußenköge avec l'Amt de moyenne Frise-du-Nord, Wasbek avec Neumünster) ;
  - 1 024 communes appartenant à un Amt (amtsangehörige Gemeinden).

Au total, le Land compte 87 Ämter, regroupant 12 villes et 1 024 communes.
Le Schleswig-Holstein comprend également deux zones non-incorporées, lieux qui ne font partie d'aucune ville ou commune (gemeindefreie Gebiete).

## Liste

### Villes-arrondissements
- Flensbourg
- Kiel (capitale)
- Lübeck
- Neumünster

### Communes et villes hors Amt
- Ahrensbök
- Ahrensburg (ville)
- Altenholz
- Ammersbek
- Bad Bramstedt (ville)
- Bad Oldesloe (ville)
- Bad Schwartau (ville)
- Bad Segeberg (ville)
- Bargteheide (ville)
- Barmstedt (ville)
- Barsbüttel
- Brunsbüttel (ville)
- Büdelsdorf (ville)
- Dahme
- Eckernförde (ville)
- Ellerau
- Elmshorn (ville)
- Eutin (ville)
- Fehmarn (ville)
- Friedrichstadt (ville)
- Geesthacht (ville)
- Glinde (ville)
- Glücksburg (Ostsee) (ville)
- Glückstadt (ville)
- Grömitz
- Großhansdorf
- Grube
- Halstenbek
- Handewitt
- Harrislee
- Heide (ville)
- Heiligenhafen (ville)
- Heligoland
- Henstedt-Ulzburg
- Hohenwestedt
- Husum (ville)
- Itzehoe (ville)
- Kaltenkirchen (ville)
- Kappeln (ville)
- Kellenhusen (Ostsee)
- Kronshagen
- Lauenburg/Elbe (ville)
- Malente
- Mölln (ville)
- Neustadt in Holstein (ville)
- Norderstedt (ville)
- Oldenburg in Holstein (ville)
- Oststeinbek
- Pinneberg (ville)
- Plön (ville)
- Preetz (ville)
- Quickborn (ville)
- Ratekau
- Ratzeburg (ville)
- Reinbek (ville)
- Reinfeld (Holstein) (ville)
- Rellingen
- Rendsburg (ville)
- Reußenköge
- Scharbeutz
- Schenefeld (ville)
- Schleswig (ville)
- Schwarzenbek (ville)
- Schwentinental (ville)
- Stockelsdorf
- Süsel
- Sylt
- Timmendorfer Strand
- Tönning (ville)
- Tornesch (ville)
- Uetersen (ville)
- Wahlstedt (ville)
- Wasbek
- Wedel (ville)
- Wentorf bei Hamburg
- Wilster (ville)

### Liste complète

#### A
- Aasbüttel
- Achterwehr
- Achtrup
- Aebtissinwisch
- Agethorst
- Ahlefeld-Bistensee
- Ahneby
- Ahrensbök
- Ahrensburg (ville)
- Ahrenshöft
- Ahrenviöl
- Ahrenviölfeld
- Albersdorf
- Albsfelde
- Alkersum
- Almdorf
- Alt Bennebek
- Alt Duvenstedt
- Altenhof
- Altenholz
- Altenkrempe
- Altenmoor
- Alt Mölln
- Alveslohe
- Ammersbek
- Appen
- Arkebek
- Arlewatt
- Armstedt
- Arnis (ville)
- Arpsdorf
- Ascheberg (Holstein)
- Ascheffel
- Aukrug
- Aumühle
- Ausacker
- Auufer
- Aventoft
- Averlak

#### B
- Bad Bramstedt (ville)
- Badendorf
- Bad Oldesloe (ville)
- Bad Schwartau (ville)
- Bad Segeberg (ville)
- Bahrenfleth
- Bahrenhof
- Bäk
- Bälau
- Bargenstedt
- Bargfeld-Stegen
- Bargstall
- Bargstedt
- Bargteheide (ville)
- Bargum
- Bark
- Barkelsby
- Barkenholm
- Barlt
- Barmissen
- Barmstedt (ville)
- Barnitz
- Barsbek
- Barsbüttel
- Basedow
- Basthorst
- Bebensee
- Behlendorf
- Behrendorf
- Behrensdorf (Ostsee)
- Beidenfleth
- Bekdorf
- Bekmünde
- Belau
- Beldorf
- Bendfeld
- Bendorf
- Bergenhusen
- Bergewöhrden
- Beringstedt
- Berkenthin
- Beschendorf
- Besdorf
- Besenthal
- Bevern
- Bilsen
- Bimöhlen
- Bissee
- Blekendorf
- Bliestorf
- Blomesche Wildnis
- Blumenthal
- Blunk
- Böel
- Bohmstedt
- Böhnhusen
- Bokel (Pinneberg)
- Bokel (Rendsburg-Eckernförde)
- Bokelrehm
- Bokholt-Hanredder
- Bokhorst
- Böklund
- Boksee
- Bollingstedt
- Bondelum
- Bönebüttel
- Bönningstedt
- Boostedt
- Bordelum
- Bordesholm
- Boren
- Borgdorf-Seedorf
- Borgstedt
- Borgsum
- Borgwedel
- Börm
- Bornholt
- Bornhöved
- Börnsen
- Borsfleth
- Borstel
- Borstel-Hohenraden
- Borstorf
- Bosau
- Bosbüll
- Bösdorf
- Bothkamp
- Bovenau
- Böxlund
- Braak
- Braderup
- Brammer
- Bramstedtlund
- Brande-Hörnerkirchen
- Brebel
- Bredenbek
- Bredstedt (ville)
- Breiholz
- Breitenberg
- Breitenburg
- Breitenfelde
- Brekendorf
- Breklum
- Brickeln
- Brinjahe
- Brodersby (Rendsburg-Eckernförde)
- Brodersby (Schleswig-Flensburg)
- Brodersdorf
- Brokdorf
- Brokstedt
- Bröthen
- Brügge
- Brunsbek
- Brunsbüttel (ville)
- Brunsmark
- Brunstorf
- Büchen
- Buchholz (Dithmarse)
- Buchholz (Herzogtum Lauenburg)
- Buchhorst
- Büdelsdorf (ville)
- Bühnsdorf
- Bullenkuhlen
- Bünsdorf
- Bunsoh
- Burg (Dithmarschen)
- Busdorf
- Busenwurth
- Büsum
- Büsumer Deichhausen
- Büttel

#### C
- Christiansholm
- Christinenthal

#### D
- Dagebüll
- Dägeling
- Dahme
- Dahmker
- Daldorf
- Dalldorf
- Damendorf
- Damlos
- Dammfleth
- Damp
- Damsdorf
- Dänischenhagen
- Dannau
- Dannewerk
- Dassendorf
- Dätgen
- Delingsdorf
- Dellstedt
- Delve
- Dersau
- Diekhusen-Fahrstedt
- Dingen
- Dobersdorf
- Dollerup
- Dollrottfeld
- Dörnick
- Dörphof
- Dörpling
- Dörpstedt
- Drage (Frise-du-Nord)
- Drage (Steinburg)
- Dreggers
- Drelsdorf
- Düchelsdorf
- Dunsum
- Duvensee

#### E
- Eckernförde (ville)
- Ecklak
- Eddelak
- Eggebek
- Eggstedt
- Ehndorf
- Einhaus
- Eisendorf
- Ekenis
- Elisabeth-Sophien-Koog
- Ellerau
- Ellerbek
- Ellerdorf
- Ellerhoop
- Ellhöft
- Ellingstedt
- Elmenhorst (Herzogtum Lauenburg)
- Elmenhorst (Stormarn)
- Elmshorn (ville)
- Elpersbüttel
- Elsdorf-Westermühlen
- Elskop
- Embühren
- Emkendorf
- Emmelsbüll-Horsbüll
- Engelbrechtsche Wildnis
- Enge-Sande
- Epenwöhrden
- Erfde
- Escheburg
- Esgrus
- Eutin (ville)

#### F
- Fahrdorf
- Fahren
- Fahrenkrug
- Fargau-Pratjau
- Fedderingen
- Fehmarn (ville)
- Felde
- Feldhorst
- Felm
- Fiefbergen
- Fitzbek
- Fitzen
- Fleckeby
- Flensbourg (ville)
- Flintbek
- Fockbek
- Föhrden-Barl
- Fredeburg
- Fredesdorf
- Freienwill
- Fresendelf
- Frestedt
- Friedrichsgabekoog
- Friedrichsgraben
- Friedrichsholm
- Friedrichskoog
- Friedrichstadt (ville)
- Friedrich-Wilhelm-Lübke-Koog
- Fuhlendorf
- Fuhlenhagen

#### G
- Galmsbüll
- Gammelby
- Garding (ville)
- Garding (Kirchspiel)
- Gaushorn
- Geesthacht (ville)
- Gelting
- Geltorf
- Geschendorf
- Gettorf
- Giekau
- Giesensdorf
- Glasau
- Glinde (ville)
- Glücksburg (Ostsee) (ville)
- Glückstadt (ville)
- Glüsing
- Gnutz
- Göhl
- Gokels
- Goldebek
- Goldelund
- Göldenitz
- Goltoft
- Gönnebek
- Goosefeld
- Göttin
- Grabau (Herzogtum Lauenburg)
- Grabau (Stormarn)
- Grambek
- Grande
- Grauel
- Grebin
- Gremersdorf
- Grevenkop
- Grevenkrug
- Gribbohm
- Grinau
- Gröde
- Grödersby
- Grömitz
- Grönwohld
- Großbarkau
- Groß Boden
- Groß Buchwald
- Groß Disnack
- Großenaspe
- Großenbrode
- Großenrade
- Großensee
- Großenwiehe
- Groß Grönau
- Großhansdorf
- Großharrie
- Groß Kummerfeld
- Groß Niendorf
- Groß Nordende
- Groß Offenseth-Aspern
- Groß Pampau
- Groß Rheide
- Groß Rönnau
- Groß Sarau
- Groß Schenkenberg
- Großsolt
- Groß Vollstedt
- Groß Wittensee
- Grothusenkoog
- Grove
- Groven
- Grube
- Grundhof
- Güby
- Gudendorf
- Gudow
- Gülzow
- Güster

#### H
- Haale
- Haby
- Hadenfeld
- Hagen
- Halstenbek
- Hamberge
- Hamdorf
- Hamfelde (Herzogtum Lauenburg)
- Hamfelde (Stormarn)
- Hammoor
- Hamwarde
- Hamweddel
- Handewitt
- Hanerau-Hademarschen
- Hardebek
- Harmsdorf (Herzogtum Lauenburg)
- Harmsdorf (Ostholstein)
- Harrislee
- Hartenholm
- Haselau
- Haseldorf
- Haselund
- Hasenkrug
- Hasenmoor
- Hasloh
- Hasselberg
- Haßmoor
- Hattstedt
- Hattstedtermarsch
- Havekost
- Havetoft
- Havetoftloit
- Hedwigenkoog
- Heede
- Heide (ville)
- Heidekamp
- Heidgraben
- Heidmoor
- Heidmühlen
- Heikendorf
- Heiligenhafen (ville)
- Heiligenstedten
- Heiligenstedtenerkamp
- Heilshoop
- Heinkenborstel
- Heist
- Heligoland
- Hellschen-Heringsand-Unterschaar
- Helmstorf
- Helse
- Hemdingen
- Hemme
- Hemmingstedt
- Hennstedt (Dithmarse)
- Hennstedt (Steinburg)
- Henstedt-Ulzburg
- Heringsdorf
- Herzhorn
- Hetlingen
- Hillgroven
- Hingstheide
- Hitzhusen
- Hochdonn
- Hodorf
- Hoffeld
- Högel
- Högersdorf
- Högsdorf
- Hohenaspe
- Hohenfelde (Plön)
- Hohenfelde (Steinburg)
- Hohenfelde (Stormarn)
- Hohenhorn
- Hohenlockstedt
- Hohenwestedt
- Hohn
- Höhndorf
- Hohwacht (Ostsee)
- Hoisdorf
- Hollenbek
- Hollingstedt (Dithmarse)
- Hollingstedt (Schleswig-Flensburg)
- Holm (Frise-du-Nord)
- Holm (Pinneberg)
- Holstenniendorf
- Holt
- Holtsee
- Holzbunge
- Holzdorf
- Honigsee
- Hooge
- Hornbek
- Hörnum (Sylt)
- Horst
- Horst (Holstein)
- Horstedt
- Hörsten
- Hörup
- Hövede
- Hude
- Huje
- Hummelfeld
- Humptrup
- Hürup
- Husby
- Hüsby
- Husum (ville)
- Hüttblek
- Hütten

#### I
- Idstedt
- Immenstedt (Dithmarse)
- Immenstedt (Frise-du-Nord)
- Itzehoe (ville)
- Itzstedt

#### J
- Jagel
- Jahrsdorf
- Janneby
- Jardelund
- Jerrishoe
- Jersbek
- Jevenstedt
- Joldelund
- Jörl
- Jübek
- Juliusburg

#### K
- Kaaks
- Kabelhorst
- Kaisborstel
- Kaiser-Wilhelm-Koog
- Kaltenkirchen (ville)
- Kalübbe
- Kampen (Sylt)
- Kankelau
- Kappeln (ville)
- Karby
- Karlum
- Karolinenkoog
- Kasseburg
- Kasseedorf
- Kastorf
- Katharinenheerd
- Kattendorf
- Kayhude
- Kellenhusen (Ostsee)
- Kellinghusen (ville)
- Kiebitzreihe
- Kiel (ville)
- Kiesby
- Kirchbarkau
- Kirchnüchel
- Kisdorf
- Kittlitz
- Klamp
- Klanxbüll
- Klappholz
- Klein Barkau
- Klein Bennebek
- Klein Gladebrügge
- Klein Nordende
- Klein Offenseth-Sparrieshoop
- Klein Pampau
- Klein Rheide
- Klein Rönnau
- Klein Wesenberg
- Klein Wittensee
- Klein Zecher
- Klempau
- Kletkamp
- Kleve (Dithmarse)
- Kleve (Steinburg)
- Klinkrade
- Klixbüll
- Koberg
- Köhn
- Koldenbüttel
- Kolkerheide
- Kollmar
- Kollmoor
- Kölln-Reisiek
- Kollow
- Königshügel
- Kosel
- Köthel (Herzogtum Lauenburg)
- Köthel (Stormarn)
- Kotzenbüll
- Krempdorf
- Krempe (ville)
- Krempel
- Kremperheide
- Krempermoor
- Krems II
- Krogaspe
- Krokau
- Kronprinzenkoog
- Kronsgaard
- Kronshagen
- Kronsmoor
- Kropp
- Kröppelshagen-Fahrendorf
- Krukow
- Krummbek
- Krummendiek
- Krummesse
- Krummwisch
- Krumstedt
- Krüzen
- Kuddewörde
- Kuden
- Kudensee
- Kühren
- Kühsen
- Kükels
- Kulpin
- Kummerfeld

#### L
- Labenz
- Laboe
- Ladelund
- Lägerdorf
- Lammershagen
- Landrecht
- Landscheide
- Langballig
- Langeln
- Langeneß
- Langenhorn
- Langenlehsten
- Langstedt
- Langwedel
- Lankau
- Lanze
- Lasbek
- Latendorf
- Lauenburg/Elbe (ville)
- Lebrade
- Leck
- Leezen
- Lehe
- Lehmkuhlen
- Lehmrade
- Lensahn
- Lentföhrden
- Lexgaard
- Lieth
- Linau
- Lindau
- Linden
- Lindewitt
- List auf Sylt
- Lockstedt
- Lohbarbek
- Lohe-Föhrden
- Lohe-Rickelshof
- Loit
- Looft
- Loop
- Loose
- Löptin
- Lottorf
- Löwenstedt
- Lübeck (ville)
- Lüchow
- Luhnstedt
- Lunden
- Lürschau
- Lütau
- Lütjenburg (ville)
- Lütjenholm
- Lütjensee
- Lütjenwestedt
- Lutterbek
- Lutzhorn

#### M
- Maasbüll
- Maasholm
- Malente
- Manhagen
- Marne (ville)
- Marnerdeich
- Martensrade
- Mechow
- Meddewade
- Medelby
- Meezen
- Meggerdorf
- Mehlbek
- Meldorf (ville)
- Melsdorf
- Meyn
- Midlum
- Mielkendorf
- Mildstedt
- Möhnsen
- Mohrkirch
- Molfsee
- Mölln (ville)
- Mönkeberg
- Mönkhagen
- Mönkloh
- Moordiek
- Moorhusen
- Moorrege
- Mörel
- Mözen
- Mucheln
- Mühbrook
- Mühlenbarbek
- Mühlenrade
- Munkbrarup
- Münsterdorf
- Müssen
- Mustin

#### N
- Nahe
- Nebel
- Negenharrie
- Negernbötel
- Nehms
- Nehmten
- Neritz
- Nettelsee
- Neuberend
- Neudorf-Bornstein
- Neu Duvenstedt
- Neuenbrook
- Neuendeich
- Neuendorf b. Elmshorn
- Neuendorf-Sachsenbande
- Neuengörs
- Neuenkirchen
- Neufeld
- Neufelderkoog
- Neukirchen (Frise-du-Nord)
- Neukirchen (Ostholstein)
- Neumünster (ville)
- Neustadt in Holstein (ville)
- Neuwittenbek
- Neversdorf
- Nieblum
- Niebüll (ville)
- Nieby
- Nienborstel
- Nienbüttel
- Niendorf bei Berkenthin
- Niendorf/Stecknitz
- Nienwohld
- Niesgrau
- Nindorf (Dithmarse)
- Nindorf (Rendsburg-Eckernförde)
- Noer
- Norddeich
- Norddorf
- Norderbrarup
- Norderfriedrichskoog
- Norderheistedt
- Nordermeldorf
- Norderstapel
- Norderstedt (ville)
- Norderwöhrden
- Nordhackstedt
- Nordhastedt
- Nordstrand
- Norstedt
- Nortorf (ville)
- Nortorf (Steinburg)
- Nottfeld
- Nübbel
- Nübel
- Nusse
- Nutteln
- Nützen

#### O
- Ockholm
- Odderade
- Oelixdorf
- Oering
- Oersberg
- Oersdorf
- Oeschebüttel
- Oesterdeichstrich
- Oesterwurth
- Oevenum
- Oeversee
- Offenbüttel
- Oldenborstel
- Oldenburg in Holstein (ville)
- Oldenbüttel
- Oldendorf
- Oldenhütten
- Oldenswort
- Oldersbek
- Olderup
- Oldsum
- Osdorf
- Ostenfeld (Husum)
- Ostenfeld (Rendsburg)
- Osterby (Rendsburg-Eckernförde)
- Osterby (Schleswig-Flensbourg)
- Osterhever
- Osterhorn
- Oster-Ohrstedt
- Osterrade
- Osterrönfeld
- Osterstedt
- Ostrohe
- Oststeinbek
- Ottenbüttel
- Ottendorf
- Owschlag

#### P
- Padenstedt
- Pahlen
- Panker
- Panten
- Passade
- Peissen
- Pellworm
- Pinneberg (ville)
- Plön (ville)
- Pogeez
- Poggensee
- Pohnsdorf
- Pölitz
- Pommerby
- Poppenbüll
- Pöschendorf
- Postfeld
- Poyenberg
- Prasdorf
- Preetz (ville)
- Prinzenmoor
- Prisdorf
- Probsteierhagen
- Pronstorf
- Puls

#### Q
- Quarnbek
- Quarnstedt
- Quern
- Quickborn (Dithmarse)
- Quickborn (ville, Pinneberg)

#### R
- Raa-Besenbek
- Rabel
- Rabenholz
- Rabenkirchen-Faulück
- Rade (Steinburg)
- Rade b. Hohenwestedt
- Rade b. Rendsburg
- Ramhusen
- Ramstedt
- Rantrum
- Rantzau
- Rastorf
- Ratekau
- Rathjensdorf
- Ratzeburg (ville)
- Rausdorf
- Reesdorf
- Reher
- Rehhorst
- Rehm-Flehde-Bargen
- Reinbek (ville)
- Reinfeld (Holstein) (ville)
- Reinsbüttel
- Rellingen
- Remmels
- Rendsburg (ville)
- Rendswühren
- Rethwisch (Steinburg)
- Rethwisch (Stormarn)
- Reußenköge
- Rickert
- Rickling
- Riepsdorf
- Rieseby
- Ringsberg
- Risum-Lindholm
- Ritzerau
- Rodenäs
- Rodenbek
- Rohlstorf
- Römnitz
- Rondeshagen
- Rosdorf
- Roseburg
- Rüde
- Rügge
- Ruhwinkel
- Rumohr
- Rümpel

#### T
- Taarstedt
- Tackesdorf
- Talkau
- Tangstedt (Pinneberg)
- Tangstedt (Stormarn)
- Tappendorf
- Tarbek
- Tarp
- Tasdorf
- Tastrup
- Tating
- Techelsdorf
- Tellingstedt
- Tensbüttel-Röst
- Tensfeld
- Tetenbüll
- Tetenhusen
- Thaden
- Thumby
- Tielen
- Tielenhemme
- Timmaspe
- Timmendorfer Strand
- Tinningstedt
- Todenbüttel
- Todendorf
- Todesfelde
- Tolk
- Tönning (ville)
- Tornesch (ville)
- Tramm
- Trappenkamp
- Travenbrück
- Travenhorst
- Traventhal
- Treia
- Tremsbüttel
- Trennewurth
- Trittau
- Tröndel
- Tümlauer-Koog
- Tüttendorf
- Twedt

#### U
- Uelsby
- Uelvesbüll
- Uetersen (ville)
- Ulsnis
- Uphusum
- Utersum

#### V
- Vaale
- Vaalermoor
- Viöl
- Vollerwiek
- Vollstedt
- Volsemenhusen

#### W
- Waabs
- Wacken
- Wagersrott
- Wahlstedt (ville)
- Wahlstorf
- Wakendorf I
- Wakendorf II
- Walksfelde
- Wallen
- Wallsbüll
- Wanderup
- Wangelau
- Wangels
- Wankendorf
- Wapelfeld
- Warder
- Warnau
- Warringholz
- Warwerort
- Wasbek
- Wattenbek
- Weddelbrook
- Weddingstedt
- Wedel (ville)
- Weede
- Wees
- Weesby
- Welmbüttel
- Welt
- Wendtorf
- Wennbüttel
- Wenningstedt-Braderup (Sylt)
- Wensin
- Wentorf (Amt Sandesneben)
- Wentorf bei Hamburg
- Wesenberg
- Wesselburen (ville)
- Wesselburener Deichhausen
- Wesselburenerkoog
- Wesseln
- Westensee
- Westerau
- Westerborstel
- Westerdeichstrich
- Westerhever
- Westerholz
- Westerhorn
- Westermoor
- Wester-Ohrstedt
- Westerrade
- Westerrönfeld
- Westre
- Wewelsfleth
- Wiedenborstel
- Wiemersdorf
- Wiemerstedt
- Wiershop
- Willenscharen
- Wilster (ville)
- Windbergen
- Windeby
- Winnemark
- Winnert
- Winseldorf
- Winsen
- Wisch (Frise-du-Nord)
- Wisch (Plön)
- Witsum
- Wittbek
- Wittdün
- Wittenbergen
- Wittenborn
- Wittmoldt
- Witzeeze
- Witzhave
- Witzwort
- Wobbenbüll
- Wohlde
- Wohltorf
- Wöhrden
- Wolmersdorf
- Woltersdorf
- Worth
- Wrist
- Wrixum
- Wrohm
- Wulfsmoor
- Wyk auf Föhr (ville)

#### Z
- Zarpen
- Ziethen